# Mitch McConnell
Addison Mitchell McConnell Jr. (sinh ngày 20 tháng 2 năm 1942) là một chính trị gia người Mỹ là Thượng nghị sĩ Hoa Kỳ cao cấp của bang Kentucky và là Lãnh đạo phe thiểu số Thượng viện. McConnell là người Kentuckian thứ hai lãnh đạo đảng của ông tại Thượng viện, là Thượng nghị sĩ Hoa Kỳ phục vụ lâu nhất từ Kentucky trong lịch sử, và là nhà lãnh đạo Thượng viện Hoa Kỳ Cộng hòa lâu nhất trong lịch sử.
Thành viên của Đảng Cộng hòa, McConnell được bầu vào Thượng viện năm 1984 và đã được bầu lại năm lần kể từ đó. Trong các chu kỳ bầu cử năm 1998 và 2000, McConnell là chủ tịch Ủy ban Thượng nghị viện Cộng hòa Quốc gia. McConnell được bầu làm Đại đa số trong Đại hội 108 và được bầu lại vào vị trí năm 2004. Vào tháng 11 năm 2006, McConnell được bầu làm Lãnh đạo thiểu số Thượng viện; ông giữ chức vụ đó cho đến năm 2015, khi đảng Cộng hòa nắm quyền kiểm soát Thượng viện và ông trở thành Lãnh đạo đa số Thượng viện.
McConnell được biết đến như một người theo chủ nghĩa thực dụng và một người Cộng hòa ôn hòa ngay từ đầu trong sự nghiệp chính trị của mình nhưng đã đi đúng hướng theo thời gian. McConnell dẫn đầu sự phản đối các luật tài chính chiến dịch chặt chẽ hơn, lên đến đỉnh điểm trong phán quyết của Tòa án tối cao đã lật đổ một phần Đạo luật cải cách chiến dịch Bipartisan (McCain-Feingold) vào năm 2009. Trong thời kỳ tổng thống Obama, McConnell đã làm việc để từ chối ủng hộ các sáng kiến của tổng thống; thường xuyên câu giờ; và chặn một số lượng lớn các ứng cử viên tư pháp của Obama, bao gồm cả ứng cử viên của Tòa án tối cao Merrick Garland. McConnell sau đó mô tả quyết định của ông về việc đề cử ứng cử viên là "quyết định có kết quả nhất mà tôi đã đưa ra trong toàn bộ sự nghiệp công cộng của mình." Năm 2015, McConnell đã được đưa vào danh sách hàng năm của Time 100 những người có ảnh hưởng nhất trên thế giới.
McConnell tán thành Rand Paul trong các cuộc bầu cử sơ bộ của đảng Cộng hòa năm 2016 trước khi cuối cùng ủng hộ ứng cử viên được cho là Donald Trump. Năm 2016, sau khi được các quan chức cộng đồng tình báo Hoa Kỳ tiếp cận, McConnell đã từ chối đưa ra tuyên bố lưỡng đảng với Tổng thống Obama cảnh báo Nga không can thiệp vào cuộc bầu cử sắp tới. Trong nhiệm kỳ tổng thống của Trump, Đảng Cộng hòa Thượng viện, dưới sự lãnh đạo của McConnell, đã phá kỷ lục về số lượng ứng cử viên tư pháp được xác nhận; những người được đề cử bao gồm Neil Gorsuch và Brett Kavanaugh, mỗi người được xác nhận lên Tòa án Tối cao. Xếp hạng phê duyệt của McConnell, như được phản ánh bởi cả kết quả thăm dò ý kiến quốc gia và toàn tiểu bang, luôn nằm trong số thấp nhất trong tất cả các thượng nghị sĩ Hoa Kỳ.

## Thời trẻ và giáo dục (1942 Từ 1967)
McConnell là người gốc Scotland và gốc Anh, con trai của Addison Mitchell McConnell, và vợ của ông, Julia Odene "Dean" Shockley. McConnell sinh ngày 20 tháng 2 năm 1942 tại Sheffield, Alabama và lớn lên ở Athens gần đó. Sheffield, Alabama, và lớn lên ở Athens gần đó. Tổ tiên của ông đã di cư từ hạt Down, Ireland đến Bắc Carolina.
Chân trái của McConnell bị tê liệt do bị trận bại liệt lúc 2 tuổi. Anh được điều trị tại Viện Suối nước ấm ở Georgia, nơi có khả năng cứu anh khỏi bị tàn tật suốt đời. McConnell đã tuyên bố rằng gia đình ông "gần như vỡ nợ" vì các chi phí liên quan đến bệnh tật của ông.
Khi lên tám, McConnell chuyển cùng gia đình từ Athens đến Augusta, Georgia khi cha anh, người trong Quân đội, đóng quân tại Fort Gordon. Năm 1956, gia đình ông chuyển đến Louisville, nơi ông theo học trường trung học duPont Manual. McConnell được bầu làm chủ tịch hội học sinh tại trường trung học của mình trong năm học cơ sở. Anh tốt nghiệp danh dự của Đại học Louisville với bằng B.A. trong khoa học chính trị năm 1964. McConnell là chủ tịch Hội đồng Sinh viên của Trường Đại học Nghệ thuật và Khoa học và là thành viên của hội huynh đệ Phi Kappa Tau. Anh đã duy trì mối quan hệ mạnh mẽ với trường cũ của mình và vẫn là "một người hâm mộ cuồng nhiệt của các đội bóng đá và bóng rổ U of L Cardinals 
Năm 1964, ở tuổi 22, McConnell bắt đầu thực tập cho Thượng nghị sĩ John Sherman Cooper (R-KY), và thời gian của ông với Cooper đã truyền cảm hứng cho ông sau đó tự mình ứng cử vào Thượng viện.
Năm 1967, McConnell tốt nghiệp Đại học Luật Đại học Kentucky, nơi ông là chủ tịch của Hiệp hội Luật sư Sinh viên. ref name="memoir3"/>

## Sự nghiệp ban đầu (1967-1984)
Vào tháng 3 năm 1967, một thời gian ngắn trước khi hết hạn dự thảo giáo dục sau khi tốt nghiệp trường luật, McConnell đã gia nhập vào Quân đội Hoa Kỳ làm binh nhì tại Louisville, Kentucky. Đây là một vị trí đáng thèm muốn vì các đơn vị Dự bị hầu hết không tham chiến trong chiến tranh Việt Nam.[13] [14] Ngày đào tạo đầu tiên của McConnell tại Fort Knox là ngày 9 tháng 7 năm 1967, hai ngày sau khi tham dự kỳ thi thanh tra và ngày cuối cùng của ông là ngày 15 tháng 8 năm 1967. Ngay sau khi đến, McConnell được chẩn đoán bị viêm thần kinh thị giác và kết quả là không phù hợp về mặt y tế cho nghĩa vụ quân sự. Chỉ sau năm tuần tại Fort Knox, anh đã được xuất viện một cách vinh dự.
Mặc dù McConnell đã cho phép các phóng viên kiểm tra các phần trong hồ sơ quân sự của anh ta và ghi chú, ông đã từ chối cho phép các bản sao được tạo ra hoặc tiết lộ toàn bộ hồ sơ của mình, bất chấp các đối thủ của anh ta làm như vậy. Thời gian phục vụ của McConnell cũng là chủ đề của sự chỉ trích vì việc ông được tăng tốc sau khi cha ông gọi điện cho Thượng nghị sĩ John Sherman Cooper, người sau đó đã gửi một dây cho tổng chỉ huy tại Fort Knox vào ngày 10 tháng 8, khuyên rằng "Mitchell [là ] nóng lòng muốn xóa bài để đăng ký vào NYU." Ông được phép rời khỏi bài viết chỉ năm ngày sau đó, mặc dù McConnell khẳng định rằng không ai giúp ông nhập ngũ hoặc xuất viện khỏi khu bảo tồn. Theo McConnell, anh đã vật lộn qua các bài tập trong khóa đào tạo cơ bản và được gửi đến bác sĩ để kiểm tra thể chất, điều này cho thấy viêm dây thần kinh thị giác của McConnell. [10] McConnell đã không theo học.
Từ năm 1968 đến 1970, McConnell làm trợ lý cho Thượng nghị sĩ Marlow Cook (R-KY), quản lý một bộ phận lập pháp bao gồm năm thành viên cũng như hỗ trợ viết bài phát biểu và các dịch vụ cấu thành.
Năm 1971, McConnell trở về từ Washington, D.C., đến Louisville, nơi ông làm việc cho ứng cử viên của Tom Emberton cho Thống đốc bang Kentucky, nhưng không thành công. McConnell đã cố gắng tranh cử một vị trí trong cơ quan lập pháp tiểu bang, nhưng bị loại vì ông không đáp ứng các yêu cầu cư trú cho văn phòng. McConnell sau đó đi làm cho một công ty luật trong một vài năm. Trong cùng khoảng thời gian đó, McConnell đã dạy một lớp học ban đêm về khoa học chính trị tại Đại học Louisville.
Vào tháng 10 năm 1974, McConnell trở lại D.C. để đảm nhận vị trí Phó trợ lý Tổng chưởng lý dưới thời Tổng thống Gerald R. Ford, nơi ông làm việc cùng với Robert Bork, Laurence Silberman, và Antonin Scalia.
Năm 1977, McConnell được bầu làm Thẩm phán / Điều hành của Hạt Jefferson, văn phòng chính trị hàng đầu trước đây tại Hạt Jefferson, Kentucky. Ông được bầu lại vào năm 1981 và chiếm chức vụ này cho đến khi đắc cử vào Thượng viện Hoa Kỳ năm 1984.